# Teluk Tenggirik
Teluk Tenggirik is een bestuurslaag in het regentschap Banyuasin van de provincie Zuid-Sumatra, Indonesië. Teluk Tenggirik telt 1047 inwoners (volkstelling 2010).